# Julien Bérard
Julien Bérard (Parigi, 27 luglio 1987) è un ex ciclista su strada francese, professionista dal 2010 al 2017.

## Carriera
Tra gli juniores ottenne la prima vittoria di rilievo nel luglio del 2005, aggiudicandosi la terza tappa del Tour du Valromey. Passò nella categoria Elite/Under-23 nel 2006 con la Chambéry Cyclisme Formation. Nel 2008 concluse al secondo posto il Tour des Pays de Savoie; riuscì inoltre ad ottenere la vittoria finale al Tour de la Creuse e al Triptyque de la Vallée de l'Ance (con un successo di tappa). Negli ultimi mesi del 2008 gareggiò come stagista nella AG2R La Mondiale, ottenendo anche la prima vittoria in una corsa di livello professionistico, in una tappa al Tour du Gévaudan.
Tornato alla Chambéry nel 2009, Bérard conseguì la prima vittoria alla fine di marzo, vincendo il Grand Prix Saint-Étienne Loire. Successivamente si aggiudicò il Tour de l'Ardèche Méridionale, la terza tappa della Ronde de l'Isard d'Ariège, il Tour du Pays de Fillière e il Tour du Chablais; si classificò anche secondo nella prima tappa del Tour des Pays de Savoie e terzo nella Mi-août en Bretagne. Al Tour de l'Avenir ottenne la sua vittoria più rilevante come dilettante, aggiudicandosi la prima tappa.
L'AG2R La Mondiale lo mise dunque sotto contratto come professionista per la stagione 2010. In quell'annata Bérard ottenne i migliori risultati durante la Tropicale Amissa Bongo, corsa a tappe disputata in Gabon, piazzandosi quinto nella seconda tappa, settimo nella quarta e sesto nella classifica generale. Nel 2011 fece il suo debutto in un grande giro: convocato dalla AG2R La Mondiale per il Giro d'Italia, concluse la corsa al 122º posto. Ai campionati nazionali disputati a Boulogne-sur-Mer fu quindi quarto nella prova in linea dietro Sylvain Chavanel, Anthony Roux e Thomas Voeckler.
Nelle stagioni seguenti non ottenne vittorie, ricoprendo perlopiù ruoli di gregariato e partecipando ad altre cinque edizioni del Giro d'Italia; fu comunque ottavo alla Route Adélie de Vitré 2012, terzo in una tappa del Tour de Wallonie 2013 e quarto alla Classic Loire-Atlantique 2014. A fine 2017, alla scadenza del contratto con l'AG2R, annunciò l'addio all'attività.

## Palmarès
- 2007[1] (Elite/Under-23, Chambéry Cyclisme Formation)

tappa Tour du Béarn
- 2008[1] (Elite/Under-23, Chambéry Cyclisme Formation/AG2R La Mondiale)

2ª tappa, 2ª semitappa, Tour du Jura Cycliste
tappa Triptyque de la Vallée de l'Ance
Classifica generale Triptyque de la Vallée de l'Ance
Classifica generale Tour de la Creuse
2ª tappa Tour du Gévaudan
- 2009[1] (Elite/Under-23, Chambéry Cyclisme Formation)

Grand Prix de Saint-Étienne-Loire
Classifica generale Tour de l'Ardèche Méridionale
4ª tappa Ronde de l'Isard d'Ariège
1ª tappa Tour du Pays de Fillière
Classifica generale Tour du Pays de Fillière
Classifica generale Tour du Chablais
Grand Prix Guilloteau
1ª tappa Tour de l'Avenir
3ª tappa Tour du Loire Pilat

### Altri successi
- 2011[1] (AG2R La Mondiale)

Classifica sprint Route du Sud

## Piazzamenti

### Grandi Giri
- Giro d'Italia

2011: 123º
2012: 110º
2013: non partito (8ª tappa)
2014: 70º
2015: 105º
2017: 131º
- Vuelta a España

2013: 94º

### Classiche monumento
- Milano-Sanremo

2015: 135º
- Giro di Lombardia

2012: ritirato